# Henri Malosse
Pour les articles homonymes, voir Malosse.
 (mai 2025).
Henri Malosse, né le 6 octobre 1954 à Montpellier en France, est un homme politique engagé dans les affaires européennes et le monde des affaires.
Il est le 30e président du Comité économique et social européen entre avril 2013 et octobre 2015. Il préside le conseil d’orientation de l'association Jean Monnet depuis 2023 (dont il est le président entre 2021 et 2023), le comité de gouvernance du think tank TheVocalEurope depuis 2016, et enseigne l'histoire de l'Union européenne à l'université de Corse et Sciences Po Paris.

## Biographie

### Enfance et formation
Henri Malosse est né le 6 octobre 1954 de mère corse, ses parents sont professeurs au lycée de Bastia.
Il s'ouvre aux cultures de l'Europe de l'Allemagne de l'Est et parle l'anglais, l'allemand, le russe et le polonais : il rencontre notamment Lech Wałęsa à Gdańsk en 1976. Henri Malosse est diplômé de l'Institut d'études politiques de Paris en 1976 et de l'université Louis-et-Maximilien de Munich alors en République fédérale d'Allemagne en 1979.

### Carrière dans les institutions européennes
Il est engagé pour créer la délégation de l'Assemblée des chambres françaises de commerce et d'industrie auprès de l’Union européenne, et en prend la direction six ans plus tard. Il est le membre fondateur et président du Cercle des délégués permanents français créé en 1994, qui rassemble des représentants français publics et privés auprès de l'UE.
Il est à l'origine avec Jean-Pierre Haber à partir de 1987 de la création par la Commission européenne du réseau des Euro Infos Centres, fournissant des services d'information et d'assistance aux petites et moyennes entreprises, devenu en 2008 le réseau Enterprise Europe Network. Il participe aussi à la création de l'association européenne des PME au Parlement européen. 
En 1993, il créé le DESS Politiques publiques en Europe à Strasbourg. 

### Membre et présidence du Conseil économique et social européen (2013-2015)
En novembre 1995, il est nommé par le gouvernement français au Comité économique et social européen (CESE), un organe consultatif de l'Union européenne. Il en est membre jusqu'en 2020, rédigeant notamment une analyse d'impact à charge contre la directive Bolkestein relative aux services,. Il préside le Comité consultatif UE-Bulgarie qui prépare l'adhésion de ce pays, ainsi que le Groupe des employeurs du CESE entre 2006 et 2013.
Il devient le 30e président du CESE en avril 2013 pour un mandat de deux ans et demi,, Rudy Aernoudt devenant son directeur de cabinet.
Sa présidence est marquée par une critique sans langue de bois de l'attitude de l'UE vis à vis de la Grèce pendant la crise financière[réf. souhaitée], ainsi que d'un rapprochement institutionnel avec le président du Parlement européen Martin Schulz avec lequel il signe un protocole d'accord début 2014[source secondaire souhaitée].

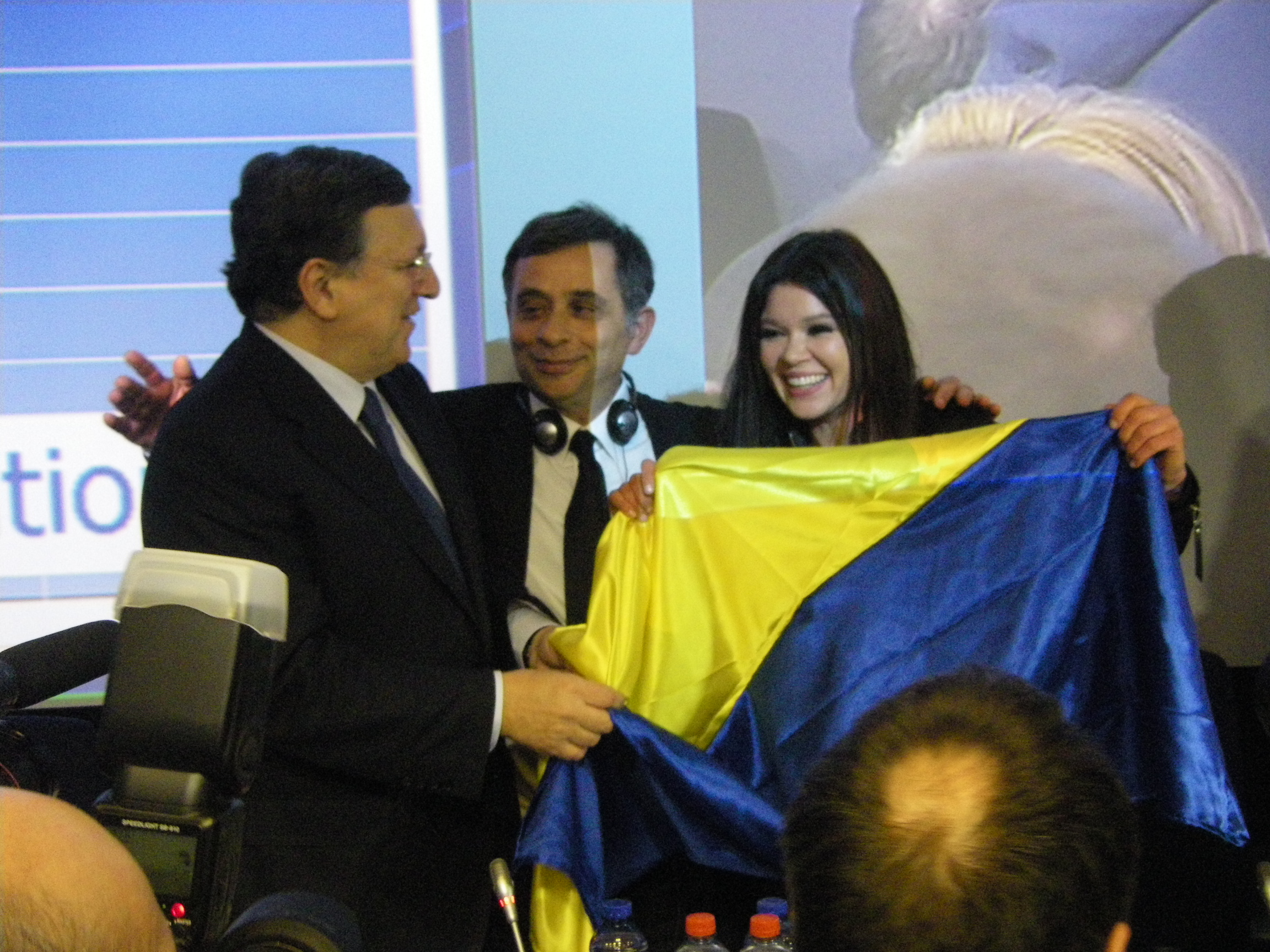
Henri Malosse avec Ruslana Lyzhychko et José Manuel Barroso, président de la Commission européenne, lors de la session plénière de janvier 2014 à Bruxelles.

Il s'engage aussi auprès de la société civile ukrainienne contre la corruption et sera le premier président d'une institution européenne à se rendre sur la place Maïdan à Kiev en décembre 2014. Il figurera depuis sur la liste noire de personnes interdites de séjour en Russie jusqu'en 2020,.
Il est décoré de l'ordre de saint Vladimir par le patriarche ukrainien Philarète pour son « soutien aux valeurs chrétiennes et démocratiques en Europe et dans le monde ; à l’Ukraine, dans son retour au sein de la famille européenne ».
Il rend visite également au 14e dalaï-lama à Dharamsala le 10 mars 2014,,, ce qui lui a valu les critiques du Parti communiste chinois, ainsi qu'en France de Marine Le Pen et Jean-Luc Mélenchon[réf. souhaitée].

### Engagement politique post-CESE (2017-présent)
Henri Malosse participe aux législatives françaises de 2017 dans la deuxième circonscription de la Haute-Corse. Après avoir été évincé de la liste En marche[source insuffisante], il se présente en candidat indépendant et obtient 1,2% des voix. Aux élections européennes de 2019, Malosse figure en cinquième position sur la liste Urgence écologie, en compagnie de Dominique Bourg et Delphine Batho, qui obtient 2,18 % des suffrages exprimés ; ce score ne lui permet pas d'obtenir un siège au Parlement européen.
En 2021, Henri Malosse est invité à un événement organisé par le mouvement Les Localistes!. Ce mouvement lui propose de prendre la présidence du comité scientifique selon Laurent de Boissieu et Le Point, mais il décline et ne participe pas aux activités de cette structure,. 
À la suite de l'invasion de l'Ukraine par la Russie en 2022, Malosse est accusé de se rapprocher de réseaux d'influences pro-russes,. Selon un article de T-Online publié en 2025, il aurait participé à des conférences sous l'égide de Voice of Europe, un portail d'information démasqué par plusieurs services secrets européens en tant qu'opération de propagande,. Toujours selon T-Online, en novembre 2024, Henri Malosse a pu retourner en Russie, à Sotchi, pour participer à une conférence sur les BRICS organisée par le gouvernement russe. 
Depuis 2019, Malosse participe au projet Bridges of Trust, initié par la Commission européenne en partenariat avec le Conseil des communes et régions d'Europe dans le cadre du programme européen U-LEAD for Europe. Il aide depuis 2022 à la reconstruction de l’Ukraine en organisant des jumelages entre des villes françaises, espagnoles et ukrainiennes,.
Le 9 mai 2025 Malosse co-signe, notamment avec l’ancien Commissaire européen Ján Figeľ et la fondation Clementy pour l’héritage de Robert Schuman, un appel pour un nouveau plan Schuman 2.0 pour la paix en Europe.
Il enseigne l'histoire de l'Union européenne à l'université de Corse et Sciences Po Paris.

## Distinctions
- Chevalier de la Légion d'honneur, remis le 15 octobre 2014 par l'ancien président de la République française Valéry Giscard d'Estaing à Bruxelles[27],[28].
- Croix de saint Vladimir de l'Église orthodoxe ukrainienne - patriarcat de Kiev en 2014[13].
- Officier de l'ordre national du Lion du Sénégal[réf. nécessaire].
- Chevalier de l'ordre national du Mérite en 1996[29].

## Ouvrages
- Le Crépuscule des bureaucrates, 2020, éditions du Palio
- (avec Fréderic Fappani von Lothringen) L'Europe c'est quoi pour toi ?, Ed. Harmattan, 2019, (ISBN 9782343161280)
- (avec Laure Limousin) Construction européenne-Histoires et avenir d’une Europe des peuples, éditions L'Harmattan, 2012,  (ISBN 9782296961074)
- (avec Bruno Vever) Il faut sauver le citoyen européen : un "plan C" pour rendre l'Europe aux citoyens, Bruylant, 2010,  (ISBN 9782802728146)
- (avec Pascal Fontaine) L'Europe de A à Z, Bruylant, 2006,  (ISBN 2-8027-2322-7)
- (avec Bernard Huchet, préfaces de Jean-Pierre Raffarin et de Jacques Santer) Unifier la grande Europe, Bruylant, LGDJ, 2001,  (ISBN 2802715291)
- L'Europe à votre porte : les instruments de financement et de coopération, Paris : Centre français du commerce extérieur, 1992,  (ISBN 2279618095)
- (avec Pascal Fontaine) Les institutions européennes, Retz, 1992,  (ISBN 2725614961)
- L'Europe à votre porte : manuel pratique sur les actions de la CEE intéressant les opérateurs économiques, préface d'Édith Cresson, Centre français du commerce extérieur, 1989,  (ISBN 227964004X)